# Серпокрилець бурий
Серпокрилець бурий (Apus niansae) — вид птахів родини серпокрильцевих (Apodidae).

## Поширення
Вид поширений у Східній Африці. Його ареал складається з трьох ізольованих ділянок: від узбережжя центральної Еритреї на південь через Ефіопію до Аддис-Абеби; у прибережних горах північного Сомалі та прилеглих районах північно-східної Ефіопії; у гірських районах східної Уганди, у західній Кенії та на крайній півночі Танзанії. Середовищем проживання бурого серпокрильця є переважно відносно суха гірська місцевість, з ущелинами, крутими скелями, а також високогір'я. Зустрічається зрідка і в низинах.

## Опис
Птах завдовжки 15 см, має довжину крил від 143 до 162 мм. Крила у формі півмісяця довгі порівняно з тонким тілом. Хвіст відносно коротший, ніж в інших видів серпокрильців, а виїмка менша. Обидві статі виглядають однаково. Тіло дуже однорідного коричневого кольору, за винятком нечіткої сіро-білої плями на горлі, розмір якої різний у різних особин.

## Спосіб життя
Сезон розмноження триває з квітня по травень в Еритреї, з квітня по вересень в Ефіопії та з вересня в Кенії. Гніздяться колоніями на будівлях, в ущелинах ярів і крутих схилів. Гніздо являє собою неглибоку миску діаметром близько 12 сантиметрів і зроблено з трави та пір'я, які склеюються слиною. Спаровуються під час польоту. Кладка складається з одного-трьох яєць.